# Affaire Christophe Dalmasso
 (novembre 2019).
Pour les articles homonymes, voir Dalmasso.
L'affaire Christophe Dalmasso est une affaire criminelle française dans laquelle Christophe Dalmasso, 34 ans, riche héritier et homme d'affaires, a été assassiné le 2 septembre 2003, à Nice, par Edno Borba Da Silva, danseur brésilien, amant de Lucie, la fille adoptive de Christophe. 

## Contexte
Christophe Dalmasso est porté disparu courant septembre 2003. Il a 34 ans, et est déjà un homme d'affaires redoutable et redouté du fait de sa grande fortune. Lors de sa disparition, sa famille le croit tout d’abord en voyage. Mais quelques jours plus tard, son frère découvre sa voiture calcinée dans une rue de Nice, avec toutes ses clés dans le coffre. Son portable en revanche, a disparu. Une enquête est alors lancée par la police judiciaire de Nice. De nombreuses personnes sont suspectées, notamment Lucie Dalmasso, sa fille adoptive ainsi que la mère de celle-ci, ou encore un danseur brésilien de capoeira, nommé Edno Borba Da Silva, et des Tunisiens.
Un an après ces faits, des restes de corps sont découverts dans la baie de Cannes.  
Un homme, Edno Borba Da Silva, est suspecté. De nationalité brésilienne, sans papiers ni ressources, il occupe un appartement dans la même résidence, le château Beaulieu, où vivent l'ex-femme de Christophe, Elisabeth et la fille d'Elisabeth, Lucie Dalmasso, avec qui il entretient notamment une relation. Il a obtenu son logement à la suite d'une rencontre avec Christophe Dalmasso. En effet, ce dernier possédant des appartements dans la résidence du château Beaulieu, lui a proposé une chambre de bonne en échange de travaux d'entretien.

## Protagonistes
- Christophe Dalmasso : victime
- Lucie Dalmasso : fille d'Elizabeth Kirstein, adoptée et légitimée par le mariage de sa mère avec Christophe Dalmasso[2].
- Edno Luciano Borba da Silva : principal suspect de l'enquête, accusé du meurtre de Christophe Dalmasso, ayant pour objet de préparer ou faciliter un délit. Condamné à la réclusion criminelle à perpétuité[3].
- Wissem Kraeim : condamné à 7 ans de prison pour avoir transporté le corps « dépecé » de Christophe Dalmasso.

## Chronologie
- Christophe Dalmasso aurait disparu le 2 septembre 2003.
- Sa disparition est signalée par l'avocat de la famille le 16 septembre 2003.
- Le 19 septembre 2003, le parquet de Grasse saisit l'antenne de police judiciaire de Nice à la suite de la disparition inquiétante de Christophe Dalmasso[4].
- Le 18 décembre 2003, Edno Borba Da Silva se fait auditionner pour la première fois.
- Au cours de l'été 2004, des morceaux du corps de l'homme d'affaires sont retrouvés dans la baie.
- Le 7 janvier 2004, un chèque de 59 000 € est présenté à l'encaissement par une banque de Tunis. Ce chèque porte la date du 30 août 2003 ainsi qu'une signature, manifestement fausse, de Christophe Dalmasso
- Le 27 octobre 2005, la demande de constitution de partie civile de Lucie Dalmasso est rejetée par le tribunal.
- Le 30 octobre 2010, Lucie Dalmasso bénéficie d'un non-lieu.
- Le 6 octobre 2009, la chambre de l'instruction rend un arrêt sur le refus d'une nouvelle détention de Edno Borba da Silva.
- Le 30 juin 2006, tous les suspects sont blanchis sauf Edno Borba da Silva et Kraiem Wissem.

## Procès

### Première mise en accusation de la chambre d'instruction: un premier non-lieu en date du30 octobre 2007
L'ordonnance de mise en accusation, rendue le 10 juillet 2007 par le juge d'instruction à Grasse, ordonne la mise en accusation d'Edno Borba Da Silva et Lucie Dalmasso devant la Cour d'Assises des Alpes-Maritimes pour les chefs d'homicide volontaire avec préméditation, vol et usage d'un chèque falsifié.        

### Premier procès d'assises
Du 16 au 24 mars 2009, les juges du fond statuent sur l'affaire au tribunal de grande instance de Nice. Il en ressortira que les messages de menace reçus sur le téléphone de Lucie Dalmasso ont été envoyés par le téléphone d'Edno Borba da Silva. Or, ce dernier conteste être l'auteur de ces messages. 
Les lacunes du dossier d'instruction poussent la présidente de la Cour d'assises à ajourner le procès. Ainsi, l'enquête doit être reprise, notamment en raison d'une éventuelle complicité de Wissem Kraiem.

### La conséquence de ce premier procès: le complément d'enquête août 2009
Un nouveau rebondissement dans l'affaire a lieu le 3 août 2009. En effet, Wissem Kraiem reconnaît que, le 2 septembre 2003, jour de l'assassinat de Christophe Dalmasso, sur un appel d'Edno Borba Da Silva, il serait allé au château Beaulieu pour aider à transporter le corps découpé dans des sacs. Par la suite, ils les auraient jetés au pont de l'Aube. Cependant, aucune géolocalisation du portable de Borba vient étayer cette version. 

### La seconde mise en accusation et un second non-lieu en date du 30 juin 2011
Une nouvelle version de l'affaire est apportée : une bagarre qui aurait dégénéré serait à l'origine de l'homicide. À l'instar de la première, elle est frappée d'un non-lieu.

### Le second procès d'assises en mars 2013
Lucie Dalmasso se constitue partie civile aux côtés des proches de Christophe Dalmasso, quand bien même celle-ci a été suspectée d'être l'instigatrice de l'assassinat. D'après des analyses scientifiques, le corps de la victime n'a jamais été découpé. 
Edno Borba Da Silva, qui s'est enfui au Brésil, est condamné le 21 mars 2013 par contumace à la réclusion criminelle à perpétuité,,.
Des polémiques ont fait surface à la suite de la disparition de Christophe Dalmasso. En effet, alors que certains pensent qu'il a disparu volontairement, d'autres pensent que c'est sa fille, Lucie qui aurait monté le coup pour pouvoir hériter du riche patrimoine de son père. La piste du tueur Edno Borba Da Silva s'éloigne donc dans les médias, bien qu'il reste le principal suspect.

### Documentaires télévisés
- « Héritage mortel » le 2 septembre 2011 dans Suspect n° 1 sur TMC.
- « Mystérieux meurtre sur la Côte d'Azur : l'affaire Dalmasso » le 10 octobre 2011 dans Enquêtes criminelles : le magazine des faits divers sur W9.
- « Une fortune qui fait des envieux » (premier reportage) dans « ... à Nice » le 3 juin 2013 dans Crimes sur NRJ 12.
- « L'affaire Dalmasso : une famille déchirée » (premier reportage) le 12 avril 2014 dans Chroniques criminelles sur NT1.
- « La disparition de Christophe Dalmasso » le 4 octobre 2014 dans Faites entrer l'accusé présenté par Frédérique Lantieri sur France 2.
- « La fortune de malheur » (deuxième reportage) dans « La face sombre de l'héritage du commandant Cousteau » le 5 décembre 2019 dans Héritages sur NRJ 12.
- « Je n'ai pas éliminé mon Père ! (Pour hériter de 15 Millions d'euros) » par Affaires judiciaires sur youtube.

### Émission radiophonique
- « Christophe Dalmasso : les linceuls n'ont pas de poches » le 16 juin 2020 dans Hondelatte raconte sur Europe 1.